# Kenichi Kaga
Kenichi Kaga (født 30. september 1983) er en japansk fodboldspiller, som spiller for den japanske fodboldklub Montedio Yamagata.